# Reflected (canción)
«Reflected» es el primer sencillo de la banda de rock estadounidense Alice Cooper, lanzado en 1969 e incluido en el álbum Pretties For You. La canción fue relanzada en 1972 con el nombre de "Elected", además su letra fue cambiada. "Elected" fue uno de los sencillos más exitosos de Alice Cooper.
Se incluyó la canción «Living» como lado B del sencillo, la cual también aparece en Pretties For You.

## Lista de canciones del sencillo
1. «Reflected» – 3:17
2. «Living» - 3:12

## Lanzamientos
La canción fue incluida en los siguientes álbumes de Alice Cooper:
- Pretties For You
- School Days: The Early Recordings
- The Life and Crimes of Alice Cooper

## Créditos
- Alice Cooper – voz, armónica
- Glen Buxton – guitarra
- Michael Bruce – guitarra, coros
- Dennis Dunaway – bajo
- Neal Smith – batería